# ミズキンバイ
ミズキンバイ（水金梅、Ludwigia stipulacea）はアカバナ科チョウジタデ属の一種で、水辺に生育する抽水性の多年生草本である。

## 形態
本種は他の植物のように直立せずに、地面を這うように面的に生育する。その際、節から植物体の固定のために不定根を、ガス交換のために呼吸根をそれぞれ伸ばす。茎は折れやすく，ひとたび千切れると別個体として振舞う（無性生殖）。

## 生態
河川の砂州や平地の水田など、自然的・人為的攪乱（かくらん）の起こりやすい環境を好む攪乱地依存植物である。洪水や耕起などによって、植生が破壊され、陽光の当たる裸地が生じると、千切れたシュート片や埋土種子の発芽などにより、群落を拡大させる。春から秋にかけて5花弁からなる黄色の一日花を咲かせる。果実は蒴果であるが、成熟してもユリやハナショウブのように果実は裂けず、種子を撒かずにそのまま果実ごと落下する。土壌に埋没した後、数か月をかけて果皮が分解され種子が散布される。
本種は這って生育するため、草丈はせいぜい50～60cmである。太陽光が充分に当たらないと生育できないため、ヨシやガマなど本種よりも草丈の高い植物が生い茂ると、光をめぐる競争に負けてしまい、生育できない。

## 分布
ミズキンバイの生育が確認されているのは千葉県、神奈川県、高知県および宮崎県の4県のみであり、環境省レッドデータブックでは絶滅危惧IA類に指定されていたが、2007年版RLでは絶滅危惧II類に分類された。
中国に分布の中心があり，水稲栽培が中国大陸より伝来した有史以前に日本に紛れ込んだ史前帰化種と考えられている。

## 保全活動
本種の生育地のうち、唯一の都市河川である柏尾川（神奈川県横浜市戸塚区）では大学・地域住民・行政が本種の保護活動を行っている。2006年より、治水工事による河床整備のため柏尾川から金井遊水地（栄区）に仮移植された。柏尾川では治水工事と並行して、本種の生育基盤の設置を進め、2009年2月末には元の川へのすべての移植が終了した。
吉田大橋の真下のところにも生育してたが、工事の際の移植に失敗し、現在は消滅している。

## 近縁種
日本には次のような近縁種が知られている。
- チョウジタデ L. epilobioides
- ヒレタゴボウ（アメリカミズキンバイ） L. decurrens - 帰化植物
- ミズユキノシタ L. ovalis